# Cytospora ilicina
Cytospora ilicina är en svampart som beskrevs av Sacc. 1884. Cytospora ilicina ingår i släktet Cytospora och familjen Valsaceae.   Inga underarter finns listade i Catalogue of Life.